# Mizuho Financial Group
Mizuho Financial Group, Inc. (株式会社みずほフィナンシャルグループ Kabushiki-gaisha Mizuho Finansharu Gurūpu) (TYO: 8411
), forkortet MHFG, eller blot kaldet Mizuho er en japansk bank- og finanskoncern med hovedsæde i Ōtemachi-distriktet i Chiyoda i Tokyo. Navnet "mizuho (瑞穂)" betyder bogstaveligt talt "ris i overflod" og symbolsk betyder det høst.
Koncernen har aktiver for 2 billiarder amerikanske dollars og driver Mizuho Bank, Mizuho Corporate Bank, Mizuho Trust og Mizuho Securities. Koncernens samlede aktiver gør det til den næststørste finanskoncern i Japan. Bankforretningen havde i 2013 aktiver på 1.794,537 mia. amerikanske dollars, hvilket gjorde den til den tredjestørste i Japan efter MUFG og Japan Post Bank, og den 15. største i verden. Koncernens primære børsnotering er på Tokyo Stock Exchange.
Den er en af Japans tre megabanker. De øvrige to er Mitsubishi UFJ Financial Group og Sumitomo Mitsui Financial Group.
Mizuho forretningsområder dækker finansielle services inklusive bankforretning, værdipapirer, kapitalforvaltning, osv. og har mere end 68.000 medarbejdere fordelt på 30 lande. Koncernen fungerer også som den primære virksomhed i keiretsuen Mizuho Group, som er etableret af det tidligere DKB Group og tidligere Fuyo Group.

## Divisioner og datterselskaber
Mizuho deler sine forretningsområder i fire divisioner:

### privatkundeområdet
Mizuho er aktiv på privatkundeområdet med over 515 afdelinger og over 11.000 pengeautomater. Mizuho Bank er den eneste udover Japan Post Bank, der har filialer i hvert af Japans præfekturer. Banken betjener over 26 mio. japanske husstande, 90.000 små- og mellemstore virksomheder og privatkunde-brokere under navnet Mizuho Investors Securities nationwide.
- Mizuho Bank
- Mizuho Investors Securities
- Mizuho Capital

### Globale virksomheder
- Mizuho Corporate Bank
- Mizuho Securities

### Global værdi- og kapitalforvaltning
- Mizuho Trust
- Mizuho Private Wealth Management
- Mizuho Asset Management
- DIAM

### Strategiske associerede selskaber
- Mizuho Financial Strategy, formerly Mizuho Holdings, Inc.
- Mizuho Research Institute
- Mizuho Information & Research Institute

## Kontorer
- Mizuho Financial Group's hovedkontor, tidligere Fuji Banks hovedkontor, i Ōtemachi, Tokyo.
- Mizuho Bank's hovedkontor i Uchisaiwaicho, Tokyo (se også Mizuho Bank's hovedkontorbygning)
- Mizuho Corporate Bank's hovedkontor, tidligere Industrial Bank of Japans hovedkontor, grænser optil MHFG HQ i Ōtemachi, Tokyo
- Mizuho Securities Co. på Ōtemachi First Square, grænser op til MHFG HQ, i Ōtemachi, Tokyo

## Sponsorater
- Tokyo International Marathon

## Historie
Mizuho blev oprindeligt etableret som Mizuho Holdings, Inc. ved fusionen af Dai-Ichi Kangyo Bank, Fuji Bank og Industrial Bank of Japan i 2000.
Mizuho Financial Group, Inc. blev etableret i januar 2003 og blev moderselskab til Mizuho Holdings, Inc. som et led i en omstrukturering af virksomheden. 
1. oktober 2005 blev alle datterselskaber til Mizuho Holdings overført til direkte kontrol under Mizuho Financial Group. Mizuho Holdings, var nu ikke længere en bankvirksomhed og skiftede navn til Mizuho Financial Strategy, som nu fokuserer på konsulentydelser.

### Konkurrenter
- Mitsubishi UFJ Financial Group
- Sumitomo Mitsui Financial Group